# Ferrier-Carbocyclisierung
Die Ferrier-Carbocyclisierung oder Typ II der Ferrier-Umlagerung ist eine Namensreaktion der organischen Chemie. 1914 berichtete der deutsche Chemie-Nobelpreisträger Emil Fischer (1852–1919) erstmals von dieser Reaktion, ab 1979 folgten weitere Veröffentlichungen von Robert J. Ferrier. Die Umlagerung findet in Gegenwart einer Lewis-Säure an ungesättigten Verbindungen statt.

## Übersichtsreaktion
Bei der Ferrier-Carbocyclisierung werden exocyclische Enolether zu substituierten Cyclohexanonen unter Verwendung von Quecksilber(II)-salzen umgewandelt. Diese Umlagerung bekam auf Grund folgender Merkmale synthetische Relevanz:
- die Synthese chiraler, hochsubstituierter Cyclohexanonderivate ist möglich[1]
- in den meisten Umsetzungen lässt sich ein isoliertes Diastereomer in hoher Ausbeute synthetisieren[3]
- die Lewis-Säure (z. B. HgCl2) lässt sich in katalytischer Menge nutzen, so dass komplexe Produkte mit säureempfindlichen Gruppen synthetisiert werden können[4]

## Reaktionsmechanismus
Im ersten Schritt des vorgeschlagenen Reaktionsmechanismus des Typ II der Ferrier-Umlagerung findet zunächst am Enolether 1 eine regiospezifische Mercurierung statt, um ein Ketoaldehyd 2 als Zwischenprodukt herzustellen. Neben Quecksilber(II)-chlorid können auch andere Quecksilber(II)-salze verwendet werden. Durch eine anschließenden intramolekularen Cyclisierung entsteht das entsprechende Cyclohexanon 3.

## Anwendung
Noritaka Chida nutze den Typ II der Ferrier-Umlagerung, um aus D-Glucose das Sesquiterpen Paniculid A herzustellen. Außerdem fand der Typ II ebenfalls durch Seiichiro Ogawa Anwendung bei der Synthese des Naturstoffs (+)-Lycoricidin.